# Султан I ибн Сайф
Султан I ибн Сайф (умер в 1679 году) — второй имам из династии Йарубидов, правивших Оманом. Он правил с 1649 по 1668/1679 год. Он завершил дело своего предшественника Насира ибн Муршида, изгнав португальцев из Омана. Султан I создал сильный флот и способствовал экономическому развитию страны.

## Внешняя политика
Султан I ибн Сайф был родственником своего предшественника Насира ибн Муршида (Родригес А. М. называет Насира ибн Муршида дядей Султана ибн Сайфа), который в борьбе с португальцами смог сплотить большинство оманских племен и объединить страну. И хотя война Насира ибн Муршида с португальцами была успешной, полностью изгнать их из Омана он не успел. Имам ибадитов Насир ибн Муршид умер 14 апреля 1649 года осаждая Маскат.
Султан I, став новым имамом, продолжил осаду. Перед католическим рождеством накануне 1650 года лазутчики донесли имаму, что гарнизон Маската сильно ослаблен из-за переброски части солдат в Индию. Неожиданным нападением оманцам удалось захватить форт Джалали, а затем и весь город. Стоявшие в порту соседней Матры два военных корабля также были захвачены. Таким образом, остатки португальских сил были полностью разгромлены. Португальский флот, присланный из индийских колоний, попытался восстановить контроль над оманским побережьем, но это ему не удалось и даже (по словам Балларда) привело к истреблению португальцев в Омане. Взята была и крепость Мирани.
Султан I, изгнав португальцев с Аравийского полуострова, начал военно-морское наступление против португальских баз в Индии и на восточном побережье Африки. В 1652 году португальцы были выбиты с островов Пемба и Занзибар.
Для того чтобы бороться с противниками (португальцами, иранцами и маратхами) в Индийском океане Султан I создал сильный флот. Его костяк составили пять больших кораблей с прямым парусным вооружением, построенных по европейским образцам и вооруженных артиллерией, захваченными в португальских крепостях Маската. Эти пять кораблей дополняли много местных кораблей, очень полезных при слабом ветре и на мелководье.
В 1661 году оманский флот напал на португальский Бомбей, в 1668, 1670 и 1676 годах атаковал расположенный рядом Диу. Притом в 1670 году оманцам удалось разорить окрестности и Диу и соседнего Дамана, но ни ту ни другую крепость взять не удалось.

## Внутренняя политика
Имея сильный флот, Оман стал взимать пошлину в Маскате со всех кораблей, проходивших через Ормузский пролив как плату за защиту от пиратства.
Через Маскат, ставший торговым центром Омана, проходили торговые пути из Восточной Африки, Индии, Йемена стран Персидского залива. Торговали лошадьми, рыбой, финиками, фруктами.
При Султане I шло активное строительство. Он отстроил города Ибри и Биркат аль-Мауз и крепость Низву (ставшую его резиденцией)..

## Семья
Два сына Султана I были имамами Омана: сначала правил старший Абу-ль-Араб I, которого сменил младший сын Сайф I ибн Султан.